# Leyton Hammonds
Leyton Hammonds (North Richland Hills, 26 settembre 1994) è un cestista statunitense.

## Palmarès
- Coppa di Francia: 1

Digione: 2023-2024
- Alpe Adria Cup: 1

Körmend: 2018-2019